# Pachuca de Soto
Pachuca é a capital do Estado mexicano de Hidalgo. A cidade de Pachuca possui 267.151 habitantes e a área metropolitana conta com 348.226. Localiza-se a 96 km ao norte da Cidade do México e sua altitude é de 2.395 metros.

## Cidades-irmãs
- Camborne, Reino Unido
- La Paz, Bolívia
- Ponferrada, Espanha
- Eagle Pass, Estados Unidos
- Harrisburg, Estados Unidos
- Little Rock, Estados Unidos